# يورن دونر
يورن دونر (بالفنلندية: Jörn Donner)‏(5 فبراير 1933 في هلسنكي) كاتب ومخرج وممثل ومنتج أفلام وسياسي فنلندي.

## حياته
يورن يوهان دونر هو سليل عائلة دونر المشهورة، التي لها الكثير من الشخصيات المعروفة في فنلندا. كان عضوا في مختلف الأحزاب السياسية، عضوا في البرلمان الفنلندي والبرلمان الأوروبي.
اشتغل دونر لوقت طويل في السويد وكان مدير معهد السينما السويدية. أصبح فيما بعد معروفا كمنتج من خلال عمله مع المخرح السويدي انغمار برغمانس في فيلم فاني وألكسندر، في عام 1981 حصل على أربع جوائز الأوسكار وخصوصا عن أفضل فيلم بلغة أجنبية.
كان دونر عام 1979 رئيس هيئة التحكيم في مهرجان برلين السينمائي. تحصل عام 1985 على جائزة فنلندا عن كتابه Far och son den

## وصلات خارجية
- يورن دونر على موقع IMDb (الإنجليزية)
- يورن دونر على موقع ميتاكريتيك (الإنجليزية)
- يورن دونر على موقع روتن توميتوز (الإنجليزية)
- يورن دونر على موقع ألو سيني (الفرنسية)
- يورن دونر على موقع ميوزك برينز (الإنجليزية)
- يورن دونر على موقع أول موفي (الإنجليزية)
- يورن دونر على موقع قاعدة بيانات الأفلام السويدية (السويدية)
- يورن دونر على موقع ديسكوغز (الإنجليزية)
- يورن دونر على موقع قاعدة بيانات الفيلم (الإنجليزية)
- يورن دونر على موقع كينوبويسك (الروسية)